# Andrée Pollier
Andrée Pollier est une artiste peintre née le 17 octobre 1915 à Chambéry et morte le 10 avril 2009 à Saint-Cyr-l'École,.

## Biographie
Andrée Pollier est autodidacte et commence assez tôt la peinture. La présence de ses œuvres est notée en 1938 lors d'une exposition locale à Aix-les-Bains. Les plus anciens des tableaux d'Andrée Pollier qui soient apparus en public remontent autour de l'année 1945 avec des paysages (Sous-bois, Les Toits rouges...) qui, manifestant un tourment ou une inquiétude au travers d'une matière robuste et de couleurs grises ou sombres, émettent une allusion expressionniste qui les sort de la figuration purement classique.
C'est autour de 1960 que son œuvre bascule de la peinture descriptive vers les compositions imaginaires ou oniriques par quoi elle sera définitivement identifiée : architectures surréalistes, paysages lunaires, purs symboles suggérant des totems, des signes arithmétiques ou des alphabets inédits flottant dans un espace en apesanteur, tout cela constituant des mondes étranges où peuvent se trouver, comme y étant enfermés ou égarés, des pantins monochromes aux formes géométriques. De pures compositions géométriques précisément, comme des superpositions de cercle et de carré ou des alignements de losanges compartimentés en triangles par des effets de camaïeux, renvoient à la fois au constructivisme et au cinétisme.
Vivant à Andrésy (Yvelines), Andrée Pollier connaît sa première exposition parisienne en 1972. Sa région natale lui rend hommage par la Rétrospective que présente le musée savoisien de Chambéry en 1991.

## Livres illustrés
- Henri Colombani, Le sablier flambe, poésies, illustrations d'Andrée Pollier. Collections poètes contemporains, Éditions de Saint-Germain-des-Prés, Paris, 1974.

## Expositions personnelles
- Peintures d'Andrée Pollier, galerie Le Soleil dans la tête, Paris, octobre-novembre 1972.
- Rétrospective Andrée Pollier, musée savoisien, Chambéry, mars-mai 1991.
- Ventes de l'atelier Andrée Pollier, hôtel Drouot, Paris, par Millon S.V.V. en collaboration avec Bailly-Pommery et Voutier, Paris, les lundi 10 octobre 2011 et lundi 13 février 2012.

## Expositions collectives
- Salon des réalités nouvelles, Paris, 1965.
- Fondation nationale des arts plastiques, Paris, 1977.
- Musée des arts décoratifs, Paris, 1984.
- Palais de l'Europe, Menton, 1986.
- Carte blanche à l'Association des amis du Centre Georges-Pompidou, musée national d'art moderne, Paris, avril-mai 1997.
- Donation Jeunet - Une collection d'art contemporain, musée d'art et d'histoire de Neuchâtel, octobre 2003 - janvier 2004[5].
- Peinture, peinture! Aspects de la donation Jeunet, musée d'art et d'histoire de Neuchâtel, mars-septembre 2005[6].

## Réception critique
- « Elle peint de grands formats, souvent agrandis en diptyques ou triptyques, avec une palette assez réduite, des couleurs vives posées en grands à-plats qui définissent des volumes géométriques (architectures ou personnages). » - Dictionnaire Bénézit[7]
- « ...Œuvres qui dévoilent la métamorphose de la peinture d'Andrée Pollier, des paysages de ses débuts à ses peintures plus intériorisées. Devenues la scène privilégiée de ses propres visions, ses œuvres nous transportent dans une atmosphère onirique proche des tableaux métaphysiques de Giorgio De Chirico. » - Millon SVV, Paris[8]

## Collections publiques
- Musée des beaux-arts de Chambéry.
- Centre national des arts plastiques, dont dépôts:
  - Service central des Compagnies républicaines de sécurité en France, Paris.
  - Représentation permanente de la France auprès du Conseil de l'Europe, Strasbourg.
- Musée d'art et d'histoire de Neuchâtel, donation Francis Samuel Jeunet[5].

## Collections privées
- Société générale, Paris[2].